# Subaru 360
El Subaru 360 (スバル・360) és un model d'automòbil lleuger o kei car produït pel fabricant d'automòbils japonés Subaru entre els anys 1958 i 1970. El model fou fabricat en tres variants: hatchback dues portes, familiar tres portes i descapotable.

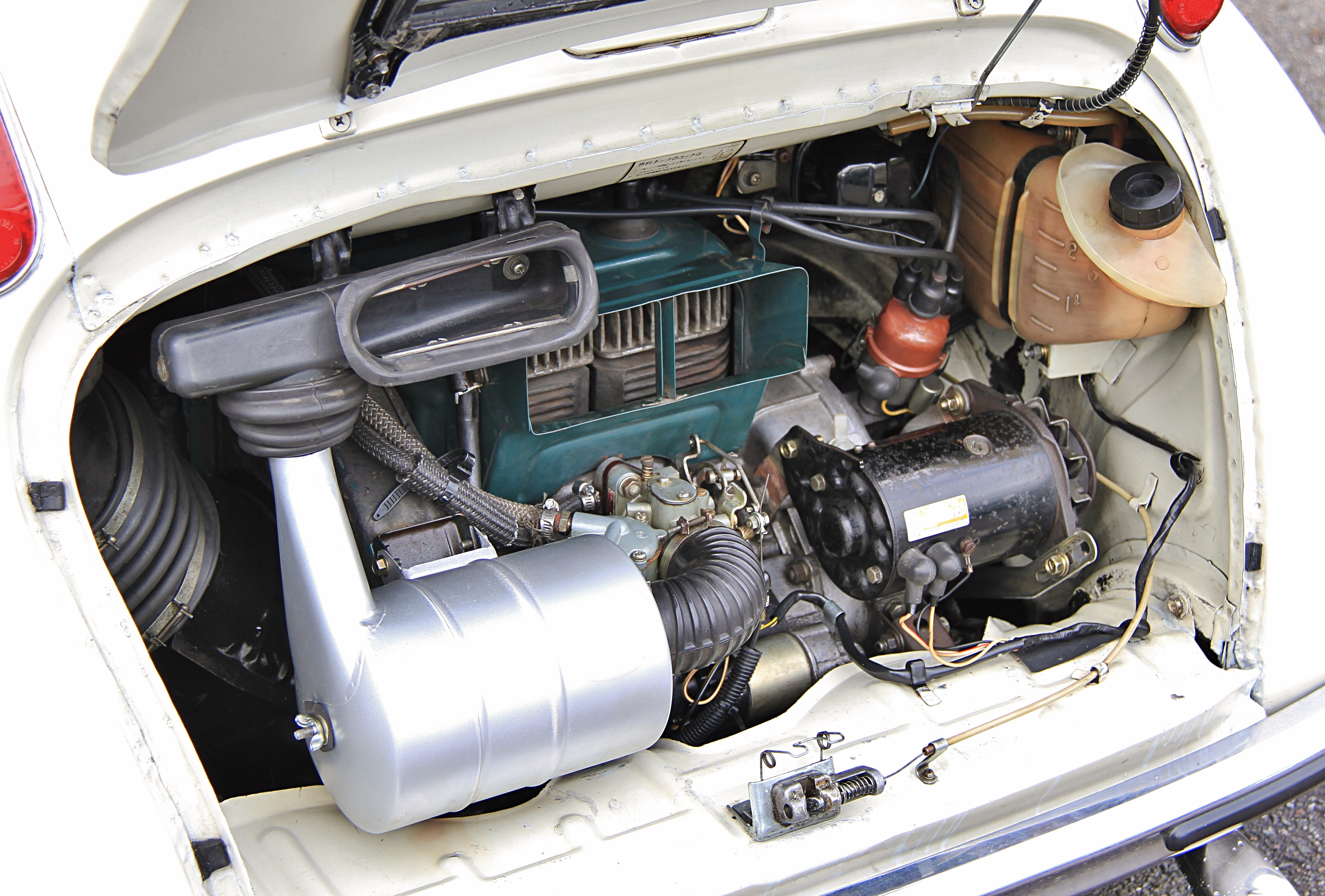
Motor EK31 montat en un 360 de 1967

Presentat el 3 de març de 1958 amb carrosseria hatchback de dues portes (K111), inicialment equipava un motor de dos temps bicilíndric refrigerat per aire de 356 centímetres cúbics (cc) anomenat EK31. A més, el cotxe necessitava una mesca d'oli i benzina; per a això, el 1964, es creà el sistema de lubricació "Subarumatic", el qual mesclava automàticament mitjançant un depòsit al costat del motor.

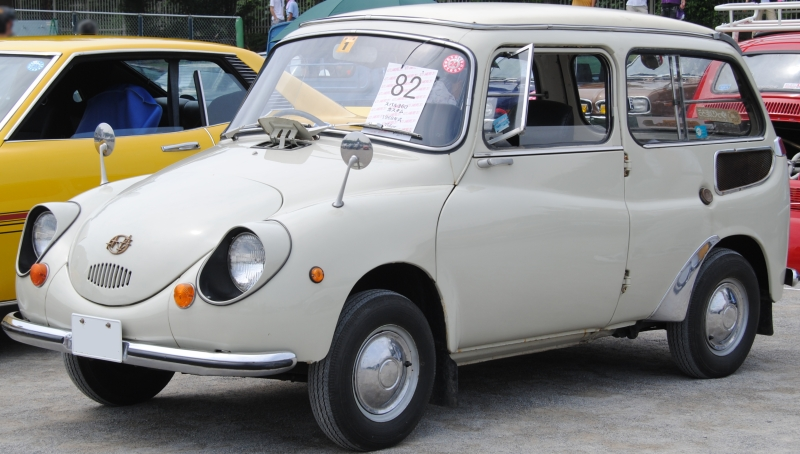
Subaru 360 Custom

L'any 1963 fou presentat la versió familiar del model, anomenada "Custom" i K142 internament. Aquesta variant, de tres portes, estigué en producció fins l'any 1969, quan fou substituïda pel Subaru R-2 Van. El 360 Custom equipava la mateixa motorització que el model base i estava enfocat, a més de les famílies, al comerç lleuger, sent un graó per sota del Subaru Sambar, sortit el 1961.
Entre l'agost de 1968 i el maig de 1970 fou produïda i comercialitzada una versió esportiva amb el nom de Subaru 360 Young S, ràpidament millorat amb el nom de Young SS. Aquesta versió equipava una nova motorització d'idèntica capacitat i una nova transmissió manual de quatre velocitats en lloc de les tres del model bàsic, així com seients esportius i tacòmetre.
Fou el primer automòbil produït en sèrie per Subaru i un dels primers kei car. Apodat com a "la marieta", fou un dels automòbils més populars del Japó. Va ser exportat als EUA, on unes 10.000 unitats van ser venudes amb el lema "barat i lleig". Quan la producció del model hatchback finalitzà el maig de 1970, 392.016 unitats de totes les variants s'havien fabricat a la planta d'Ōta, a la prefectura de Gunma. El 360 fou breument succeït pel Subaru R-2, sortit el 1969, i que fou ràpidament reemplaçat pel més modern i espaiós Subaru Rex.